# Rolf Groven
Rolf Groven (ur. 11 marca 1943 w Romsdal, zm. 26 marca 2025 w Oslo) – norweski malarz, autor prac o charakterze satyrycznym, nawiązujący w tematyce twórczości do polityki. Z wykształcenia architekt, zaangażowanie w radykalny ruch przeciwko wojnie wietnamskiej zmusiło go do rezygnacji z pracy w zawodzie i zajęcia się malarstwem.

## Tematyka prac Grovena
- Ochrona środowiska – w latach 70. Groven stworzył cykl prac nawiązujących do tej tematyki. Były komentowane jako przestroga przed zagrożeniem dla środowiska ze strony rozwijającego się intensywnie w Norwegii przemysłu petrochemicznego[2]. Inne prace nawiązywały do wykorzystywania energii jądrowej[3] oraz ochrony wodospadów[4][5].
- Unia Europejska – w Norwegii dwa razy odbyło się referendum w sprawie przystąpienia do UE i dwukrotnie większość głosujących opowiedziała się przeciwko przystąpieniu. Obrazy Grovena z 1972[6] oraz z 1992[7] są jednymi z najbardziej znanych symboli ruchu przeciwników akcesji.
- Ruch pokojowy[8]
- Religia
- Pejzaże Romsdal i Lofotów.

Inspirację artystyczną Groven czerpał z dzieł Rembrandta, Käthe Kollwitz, a także norweskich artystów, takich jak Adolph Tidemand, Hans Gude, J.C. Dahl, Christian Krohg i współczesny karykaturzysta Finn Graff.